# Virovo
Virovo (cyr. Вирово) – wieś w Serbii, w okręgu zlatiborskim, w gminie Arilje. W 2011 roku liczyła 550 mieszkańców.